# St. Petri (Hüsten)

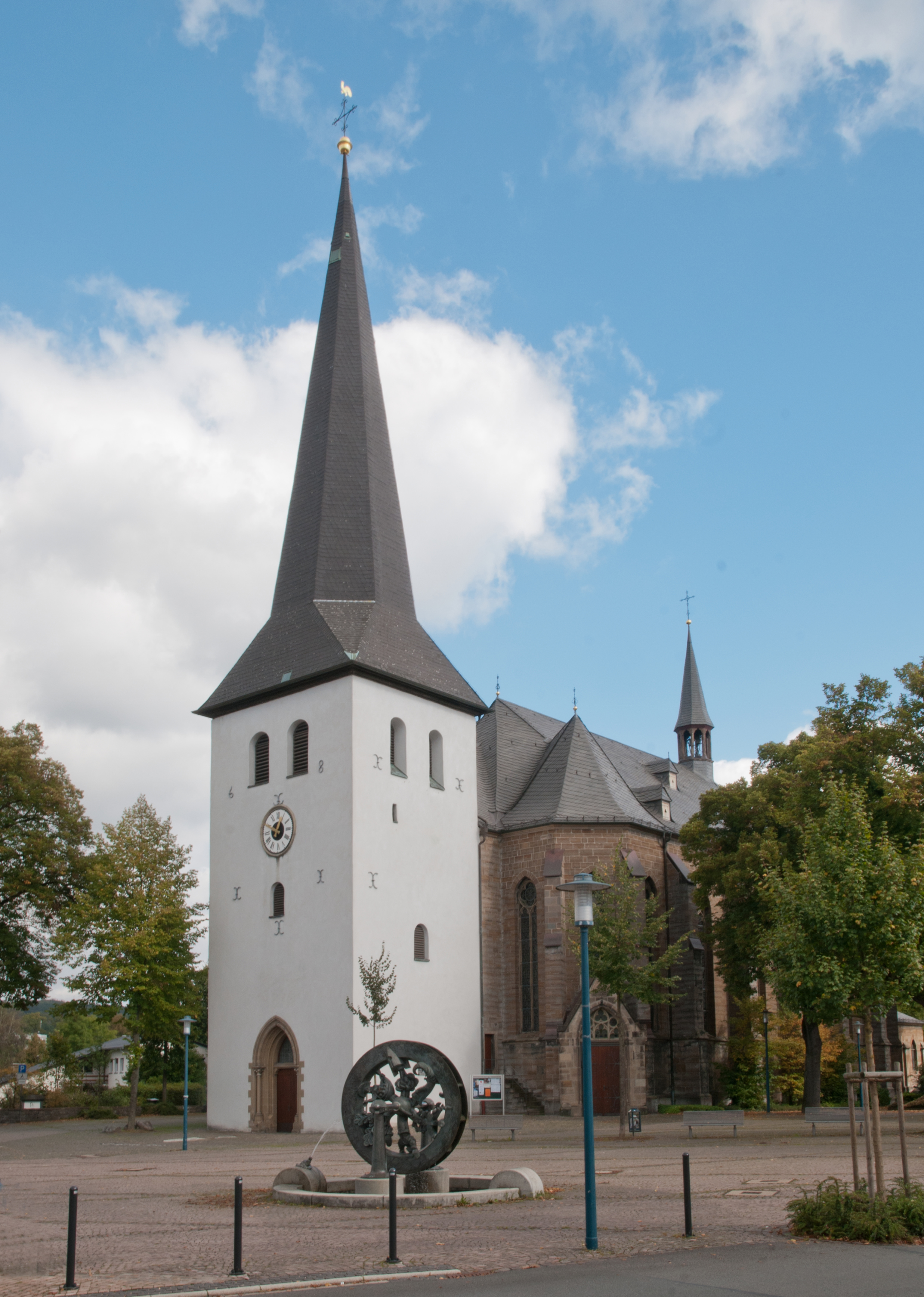
Kirchturm

Die St.-Petri-Kirche in Hüsten ist eine römisch-katholische Pfarrkirche. Ihre Geschichte reicht bis ins 9. Jahrhundert zurück. Der heutige Bau stammt bis auf den Turm, der im Kern bis ins 12. Jahrhundert zurückreicht, aus den 1860er-Jahren. Sie gehört zum Dekanat Hochsauerland-West im Erzbistum Paderborn.

## Geschichte der Pfarrei

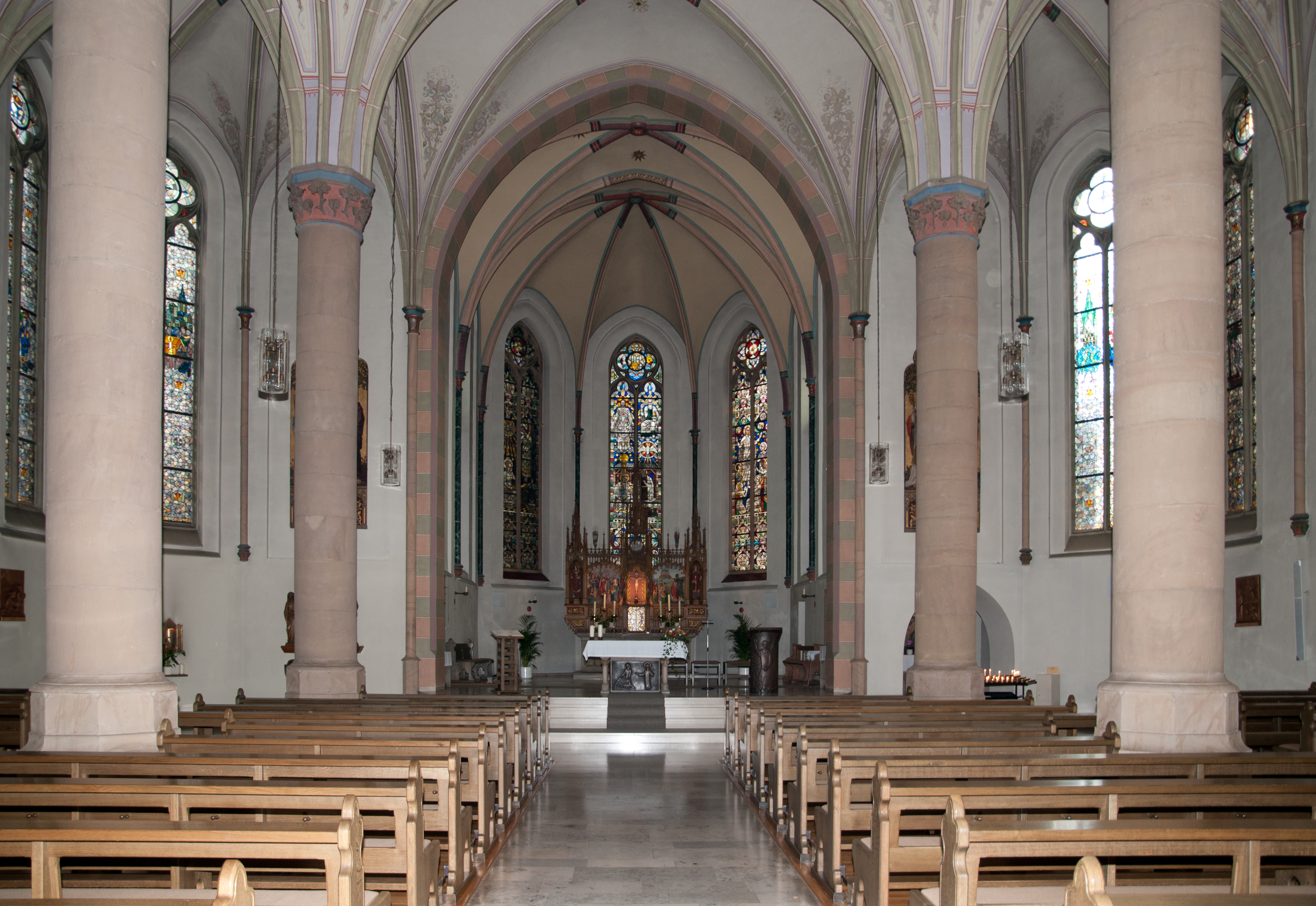
Hauptschiff

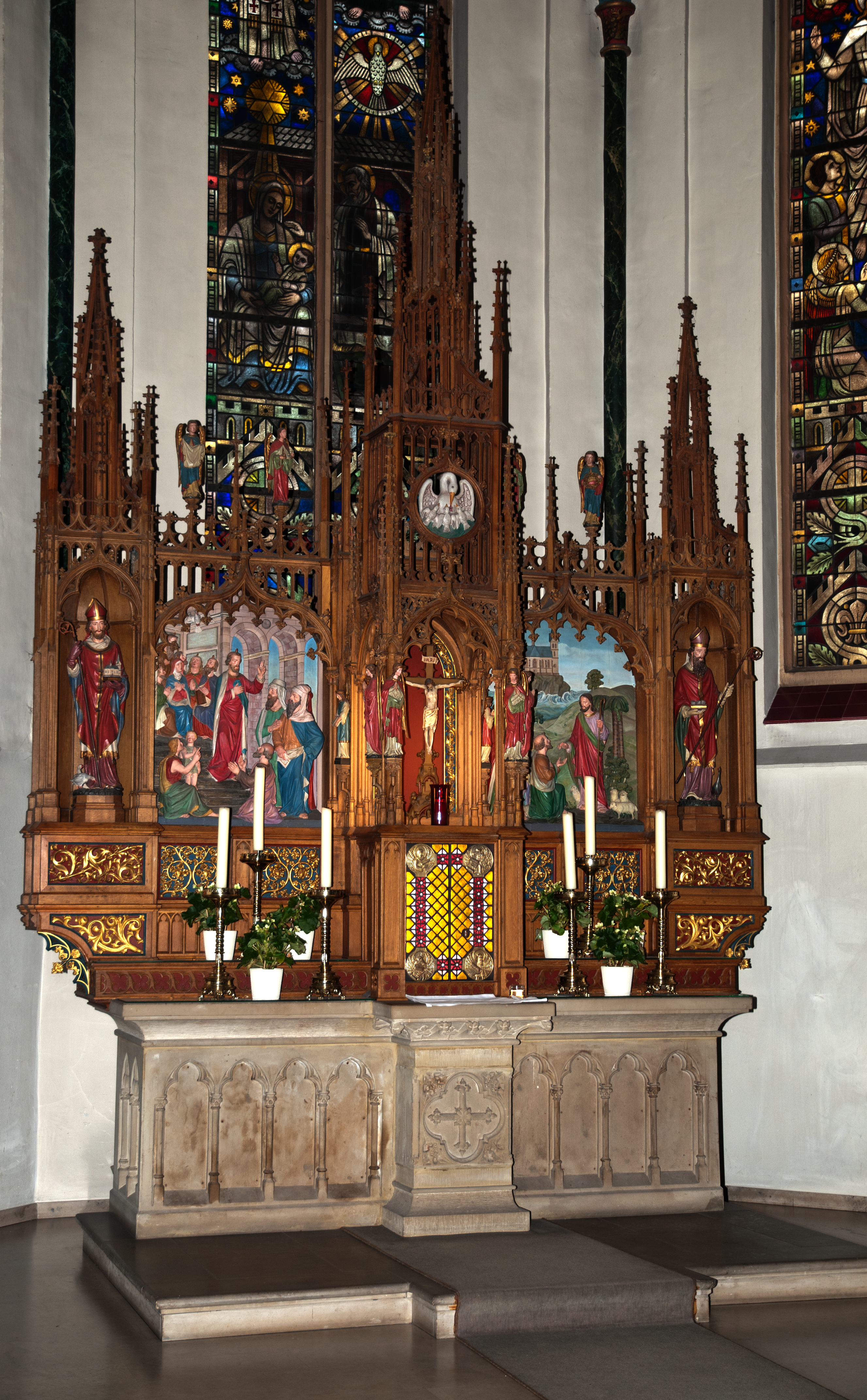
Altar

Ausgehend von der Urpfarrei Menden wurde die Pfarrei Hüsten gegründet. In einer Urkunde der Abtei Essen-Werden wird für 802 eine Güterschenkung an den heiligen Ludgerus, neben Petrus der zweite Patron der Pfarrei, erwähnt. Die Kirche in Hüsten war damit eine der Stammpfarreien des Sauerlandes. Das Gebiet der Pfarrei umfasste ursprünglich das gesamte Röhrtal und das heutige Arnsberger Stadtgebiet. Noch 1179 war Hüsten noch offiziell die Mutterkirche des 1174 gegründeten Nonnenklosters zu Oelinghausen. Die entsprechende Urkunde nennt erstmals die Pfarrei Hüsten.
Im Laufe der folgenden Jahrhunderte wurden weitere Pfarrbezirke wie Stockum, Arnsberg (1173), Neheim (Ende 13. Jahrhundert), die Stifte Wedinghausen, Oelinghausen und Rumbeck abgetrennt. Wedinghausen stellte von 1363 bis zur Säkularisation zu Beginn des 19. Jahrhunderts die Pfarrer von Hüsten. Weitere Abpfarrungen erfolgten im 19. Jahrhundert und 20. Jahrhundert.

## Baugeschichte
Der erste Kirchenbau war aus Holz. Um 1150 folgte ein Steinbau. Der Bau war eine romanische Pfeilerbasilika. Es gab ein Mittelschiff und zwei Seitenschiffe. Um überhaupt genug Platz für die Besucher aus Hüsten und den Dörfern der Umgebung zu schaffen, wurden Bühnen errichtet. So gab es eine Herdringer Bühne, eine Müscheder Bühne und andere.
Nach einem Brand im 15. Jahrhundert wurde die Kirche im alten Stil wieder aufgebaut. Im 17. Jahrhundert wurde der Turm um einige Meter erhöht.
Im 19. Jahrhundert erwies sich das Gebäude endgültig als zu klein. Im Jahr 1844 zählte man 2390 Gemeindeangehörige. Die Kirche bot aber nur für maximal 800 Personen Platz. Erste Pläne für einen Neubau gehen auf das Jahr 1831 zurück. Aber wegen finanzieller Schwierigkeiten begann der Bau erst 1861. Architekt war Vincenz Statz, ein Schüler von Ernst Friedrich Zwirner. Der alte Bau wurde bis auf den Turm abgebrochen.
Das neue Gebäude ist eine neugotische Hallenkirche. Sie ist etwa 40 m lang, 18 m breit und 13 m hoch.
Auch die Ausstattung stammt überwiegend aus dem 19. Jahrhundert.

## Orgel

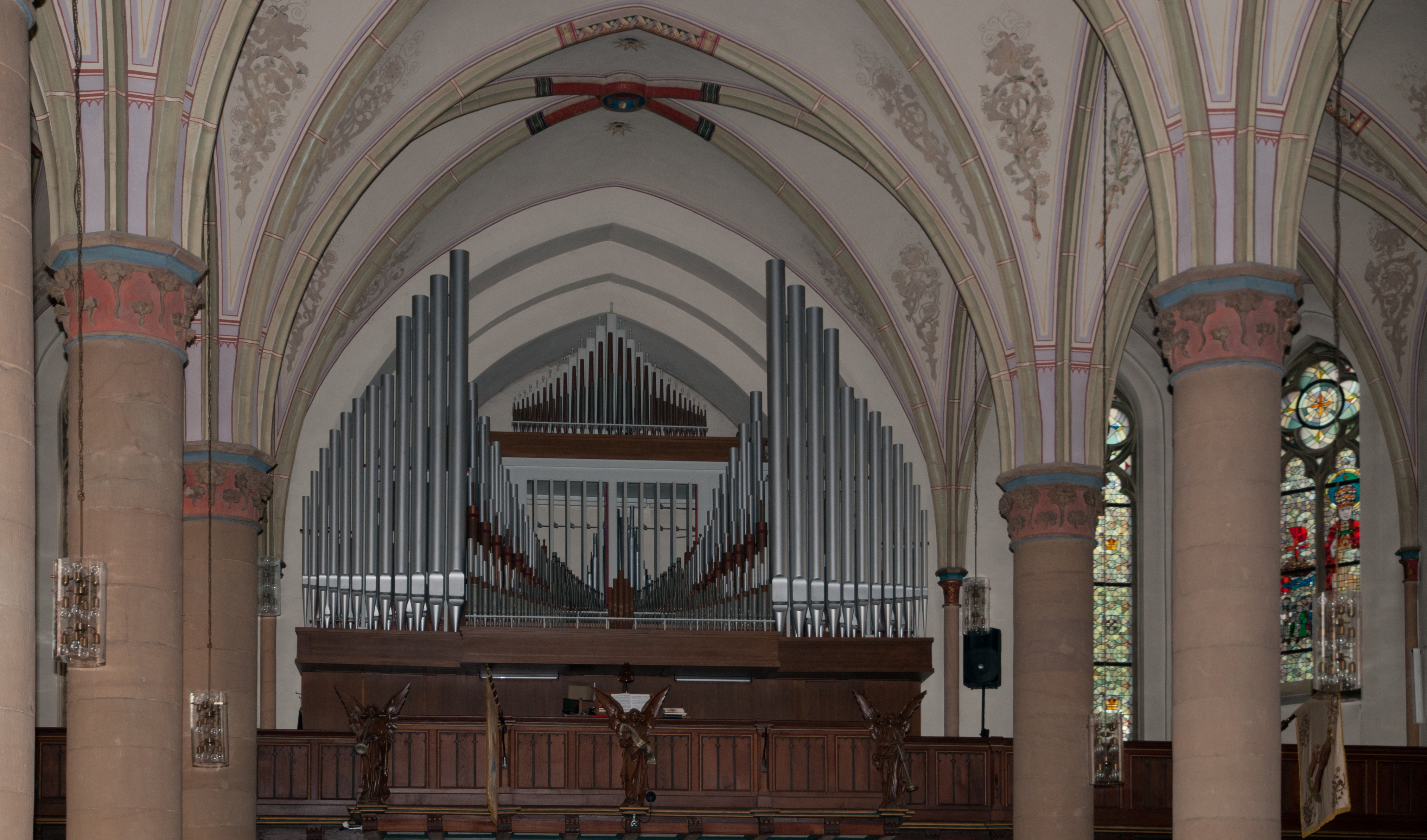
Blick auf die Orgel

Die aus dem Jahr 1937 stammende Orgel von Anton Feith auf der Westempore wurde durch die Orgelbaufirma Rieger im Jahre 2018 grundlegend saniert und erweitert. Dabei wurde ein Auxiliarwerk auf dem Dach des Schwellwerks ergänzt sowie ein schwellbares Solowerk mit fünf Registern hinter dem Hochaltar errichtet. Das Instrument hat nun 42 Register auf vier Manualen und Pedal. Die Chororgel ist an die Hauptorgel anbindbar.
| I Hauptwerk C–g3 |               |        |
| 1.               | Quintatön     | 16′    |
| 2.               | Prinzipal     | 8′     |
| 3.               | Rohrgedackt   | 8′     |
| 4.               | Salicional    | 8′     |
| 5.               | Flöte         | 4′     |
| 6.               | Gemsquinte    | 2 ⁄3′  |
| 7.               | Nachthorn     | 2′     |
| 8.               | Terzflöte     | 1 3⁄5′ |
| 9.               | Mixtur III-IV | 2 ⁄3′  |
| 10.              | Oboe          | 8′     |
|                  | Glockenspiel  |        |

| II Auxiliar C–g3 |             |       |
| 11.              | Gedackt     | 8′    |
| 12.              | Oktave      | 4′    |
| 13.              | Dulciana    | 4′    |
| 14.              | Superoktave | 2′    |
| 15.              | Mixtur IV   | 1 ⁄3′ |
| 16.              | Trompete    | 4′    |

| III Schwellwerk C–g3 |                 |    |
| 17.                  | Geigenprinzipal | 8′ |
| 18.                  | Hohlflöte       | 8′ |
| 19.                  | Zartgeige       | 8′ |
| 20.                  | Schwebung       | 8′ |
| 21.                  | Oktave          | 4′ |
| 22.                  | Liebl. Gedackt  | 4′ |
| 23.                  | Flageolett      | 2′ |
| 24.                  | Cymbel III      | 1′ |
| 25.                  | Trompete        | 8′ |
| 26.                  | Klarinette      | 8′ |
|                      | Glockenspiel    |    |
|                      | Tremulant       |    |

| IV Solo C–g3 |              |    |
| 27.          | Soloflöte    | 8′ |
| 28.          | Gamba        | 8′ |
| 29.          | Voix céleste | 8′ |
| 30.          | Cornet V     | 8′ |
| 31.          | Tuba         | 8′ |

| Pedal C–f1 |              |         |
| 32.        | Principalbaß | 16′     |
| 33.        | Subbaß       | 16′     |
| 34.        | Zartbaß      | 16′     |
| 35.        | Quintbaß     | 10 2⁄3′ |
| 36.        | Quintbaß     | 8′      |
| 37.        | Gedackt      | 8′      |
| 38.        | Oktave       | 4′      |
| 39.        | Kupferflöte  | 4′      |
| 40.        | Bauernflöte  | 2′      |
| 41.        | Posaune      | 16′     |
| 42.        | Trompete     | 4′      |

- Koppeln
  - Normalkoppeln: II/I, III/I, III/II, IV/I, IV/II, IV/III, I/P, II/P, III/P, IV/P
  - Suboktavkoppeln: II/II, III/I, III/III, IV/IV
  - Superoktavkoppeln: I/I, III/I, III/III, IV/IV, I/P, III/P

Die Chororgel wurde 2018 von der Orgelbaufirma Rieger erbaut, dabei wurden weite Teile des Positivs der Mathis-Orgel aus dem Regensburger Dom wiederverwendet. Das Instrument hat 18 Register auf zwei Manualen und Pedal.
| I Continuo C–g3 |           |       |
| 1.              | Gedackt   | 8′    |
| 2.              | Rohrflöte | 4′    |
| 3.              | Oktave    | 2′    |
| 4.              | Larigot   | 1 ⁄3′ |

| II Oberwerk C–g3 |           |       |
| 5.               | Bourdon   | 16′   |
| 6.               | Prinzipal | 8′    |
| 7.               | Bourdon   | 8′    |
| 8.               | Gemshorn  | 8′    |
| 9.               | Praestant | 4′    |
| 10.              | Nazard    | 2 ⁄3′ |

| (Fortsetzung) |            |        |
| 11.           | Waldflöte  | 2′     |
| 12.           | Terz       | 1 3⁄5′ |
| 13.           | Sifflöte   | 1′     |
| 14.           | Cymbel III | 1 ⁄3′  |
| 15.           | Regal      | 16′    |
| 16.           | Krummhorn  | 8′     |

| Pedal C–f1 |         |     |
| 17.        | Bourdon | 16′ |
| 18.        | Bourdon | 8′  |

- Koppeln (elektrisch): II/I, I/P, II/P

## Glocken
Das Geläut der Kirche besteht aus insgesamt acht Bronzeglocken. Im Westturm ist das sechsstimmige Hauptgeläut aufgehängt (unten Glocken 1–6). Im Dachreiter hängen zwei Kleppglocken (unten Glocken I und II).
| Nr. | Name                 | Gussjahr | Gießer                  | Durchmesser | Gewicht | Nominal | Inschrift / Anmerkung |
| --- | -------------------- | -------- | ----------------------- | ----------- | ------- | ------- | --- |
| 1   | Christ König         | 1947     | Albert Junker, Brilon   | 1650 mm     | 2585 kg | h0      | Christus - König gib uns hinieden und einst im Himmel Deinen Frieden |
| 2   | Joseph               | 1947     | Junker, Brilon          | 1650 mm     | 1515 kg | d1      | Sankt Joseph über Maßen erhört von Gottes Huld führ uns des Heiles Straßen hilf sühnen unsere Schuld |
| 3   | Petrus (Feuerglocke) | 1753     | Carl de Lapaix, Erwitte | 1200 mm     | 840 kg  | e1      | (übersetzt:) Maria, erwählte Gottesmutter, sei Retterin. An unserer Statt, als Bitterin ergieß Dein Flehn, wenn ich ertön. Und Du, Patron Xaverius, treib fern die Wetter! - Sankt Petrus, dem Apostel und Sankt Agatha zur Ehr! |
| 4   | Ludgerus             | 1947     | Junker, Brilon          | 1000 mm     | 625 kg  | g1      | Wie schon seit elf hundert Jahren schütz uns jetzt und immerdar o Ludgerus Heiliger Bischof |
| 5   | Schutzengel          | 1947     | Junker, Brilon          | 0900 mm     | 455 kg  | a1      | Sie in einer Welt voll Mängel stets mein Freund; mein Führer hier, Du mein Schutzgeist Gottes Engel, weiche, weiche nicht von mir! |
| 6   | Lucia (Bürgerglocke) | 1687     | unbekannt               | 0800 mm     | 250 kg  | h1      | (übersetzt:) Im Sturm getroffen, zweimal vom strafenden Himmel gebrochen, Jetzt neu erstanden, werde umtönen ich die ganze Erde. Froh grüß ich vom Fürstenberg das Paar, das Zeuge der Taufe mir war: Wie Licht, Lucia, Du klingst; vom Frieden, Friedrich, Du singst: Dass nicht der Obrigkeit entgegen, der Bürger einer kämpf‘ verblendet, Kommt Licht und Frieden ihr zum Heil von Hüstens Turm gesendet |
| I   |                      | 1948     | Junker, Brilon          |             |         | a2      | Kleppglocke im Dachreiter |
| II  |                      | 1948     | Junker, Brilon          |             |         | h2      | Kleppglocke im Dachreiter |